# Telaranea sejuncta
Telaranea sejuncta är en bladmossart som först beskrevs av Ångstr., och fick sitt nu gällande namn av Sigfrid Wilhelm Arnell. Telaranea sejuncta ingår i släktet Telaranea och familjen Lepidoziaceae. Inga underarter finns listade i Catalogue of Life.